# Elena Yoncheva
Elena Nikolova Yoncheva (en bulgare : Елена Николова Йончева), née le 27 mai 1964  à Sofia, est une journaliste indépendante bulgare et une ancienne correspondante de la télévision nationale bulgare, qui a couvert de nombreuses zones de conflit. Yoncheva est l'auteure de plus de 25 documentaires télévisés sur ces conflits.  

## Biographie
Yoncheva naît le 27 mai 1964 à Sofia, de Nikola et Larisa. Elle rencontre Sergueï Stanichev, ancien Premier ministre de Bulgarie, entre 1994 et 2009 ; ils se connaissent depuis leurs études à Moscou, en Russie. Elle fait des reportages au Kosovo, en Algérie, en Tchétchénie, en Israël, en Somalie, en Afghanistan, en Irak, au Venezuela, en Colombie et dans d’autres points chauds. Yoncheva est également auteure documentaire sur la base antarctique bulgare, les Roms à Lom et sur d'autres sujets. En 2008, elle participe à la série télévisée Dancing Stars de bTV. En juin 2013, elle est blessée par une grenade lacrymogène alors qu'elle se rend à Istanbul en Turquie. Depuis octobre 2013, elle est co-animatrice de l'émission "The Original" de TV7, aux côtés d' Ivan Garelov. 
Elle est élue au Parlement européen sur la liste du parti socialiste bulgare lors des élections européennes de 2019 en Bulgarie . Elle siège au 
groupe de l'Alliance progressiste des socialistes et démocrates (S&D). En 2024, elle quitte le Parti socialiste et adhère au Mouvement des droits et des libertés (DPS). Elle est réélue la même année au Parlement européen et rejoint alors le groupe Renew Europe (RE).